# Gypsophila virgata
Gypsophila virgata är en nejlikväxtart som beskrevs av Pierre Edmond Boissier. Gypsophila virgata ingår i släktet slöjor, och familjen nejlikväxter. Inga underarter finns listade i Catalogue of Life.